# 8つのロシア民謡
『管弦楽のための8つのロシア民謡』(露: 8 русских народных песен для оркестра)作品 58は、アナトーリ・リャードフが1905年に作曲した管弦楽のための組曲。演奏時間はおよそ15分。

## 概要

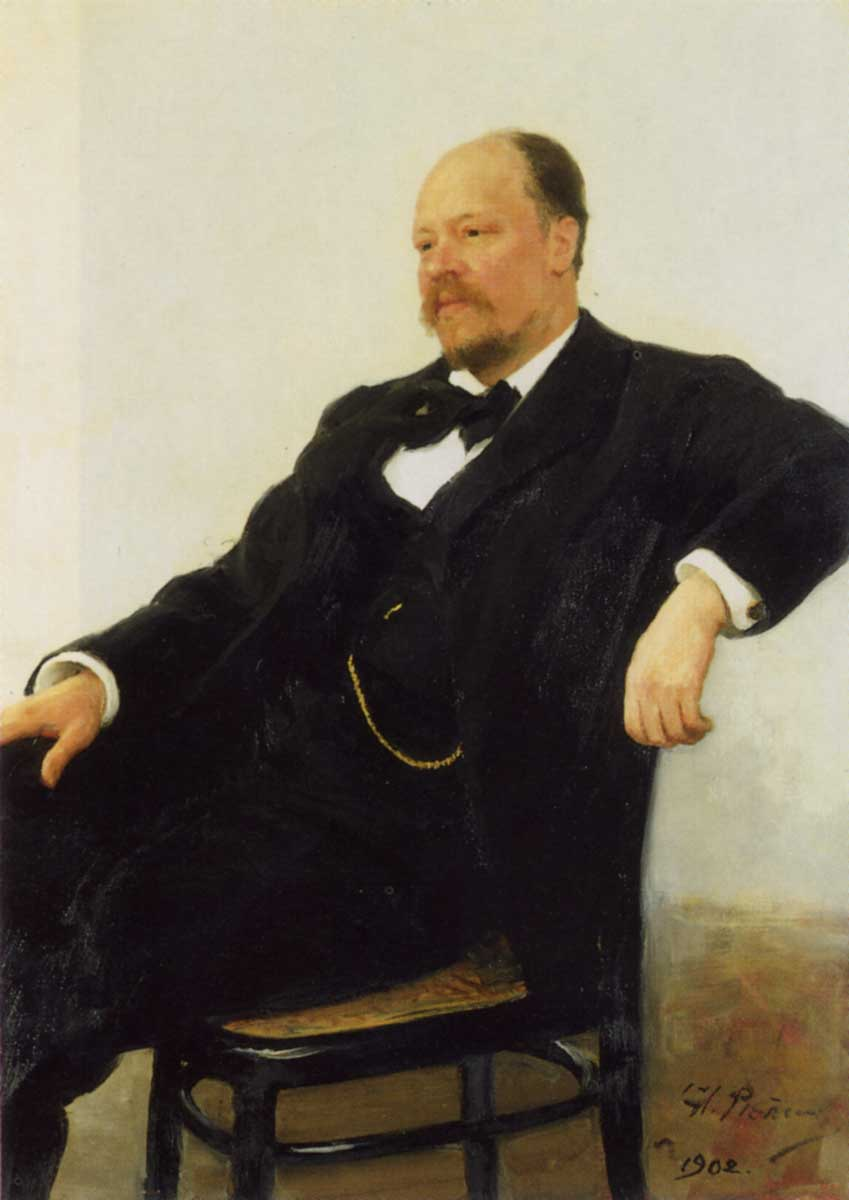
アナトーリ・リャードフ(イリヤ・レーピンによる1902年の肖像画)。

1897年にリャードフはロシア地理協会より同協会が収集した民謡の編曲を依頼された。これはミリイ・バラキレフを通じてもたらされた仕事であり、セルゲイ・タネーエフを議長とする民謡の委員会が立ち上げられ、リャードフ、バラキレフ、バラキレフの弟子のセルゲイ・リャプノフら6人の音楽家が参加した。リャードフには収集された民謡の一部を和声づけする仕事が任せられ、およそ150曲の民謡の編曲を行っている。これらは単旋律にピアノ伴奏を付けた形で書かれ、以下の4つに分けて出版された。
- A:30のロシア民謡集 作品43(1898年 ベリャーエフ社刊)
- B:35のロシア民謡集 作品番号なし(1902年 ロシア地理協会刊)
- C:35のロシア民謡集 作品番号なし(1902年 ロシア地理協会刊)
- D:50のロシア民謡集 作品番号なし(1903年 ロシア地理協会刊)

これとは別に、女声合唱版(『10のロシア民謡集』作品45 1899年)、混声合唱版(『15のロシア民謡集』作品59 1906年)、女声独唱と管弦楽伴奏版(『5つのロシア民謡集』作品番号なし 1906年)も作られている。
これらの編曲は「ロシア民謡の百科辞典とも呼ぶべき労作」であったが、リャードフは声楽用の編曲を行うだけでは飽き足らず、編曲した民謡の中からジャンルの異なるものを8曲選び、管弦楽用の組曲としてまとめた。その際、単純に曲を並べるのではなく、曲の緩急、調の配列、音色の変化などに留意し、全体にまとまりを持った作品に仕上げている。リャードフが留意した点に着目して、第1・2曲を第1部、第3・4・5曲を第2部、第6・7・8曲を第3部に分けることができる。

## 初演
1905年3月10日、サンクトペテルブルクにおいてフェリックス・ブルーメンフェルトの指揮により初演された。楽譜は翌1906年にベリャーエフ社から出版され、舞台美術家、イラストレーターのイヴァン・ビリビンに献呈された。

## 編成
ピッコロ、フルート2、オーボエ2、コーラングレ、クラリネット2、ファゴット2、ホルン4、トランペット2、ティンパニ、トライアングル、タンバリン、弦五部。

## 構成
第1曲「宗教詩」(露: Духовный стих) Moderato ハ長調
出版譜Dの第1曲が管弦楽化されたもの。「宗教詩」は、「宗教歌」「巡礼霊歌」とも訳される、巡礼者によって歌われる宗教的な内容の古い民謡の一つ。ここではそのうちの一つ「主よすべての我らが師父を思い起こしたまえ」(露: Господи, помяни всех отцов наших да родителей)が用いられており、素朴な旋律がコーラングレとファゴット→弦楽合奏→全合奏→オーボエ→ファゴットと楽器を変えながら繰り返される。
第2曲「コリャダー・マレダー」(露: Коляда-Маледа) Allegretto ホ短調
出版譜Dの第9曲が管弦楽化されたもの。「コリャダー」とは、元々は東スラヴ人の間で行われていた行事で、冬至の日に仮装して家々を廻り歌や踊りを披露する。その御礼にお返しの歌や御馳走を振舞われ、占いをしてもらっていたという。「コリャダー」の時に歌われる歌を「コリャードカ」(露: Колядка)と呼ぶが、そのまま「コリャダー」と呼ぶ場合もある。キリスト教が普及するとクリスマス週間に行事が行われるようになったため、「クリスマスの歌」と認識されるようになった。金管楽器による祝典的な性格の中間部を持つ三部形式をとる。
第3曲「プロチャージナヤ」(露: Протяжная) Andante イ短調
出版譜Dの第45曲が管弦楽化されたもの。「プロチャージナヤ」は叙情歌の一種で、ゆっくりとしたテンポを持ち、声を長く引きのばして歌われるのが特徴。「延べ歌」という訳語が当てられる。「川の向こうでワーニャが草を刈っている」(露: Как за речкой, братцы, за рекою)という民謡が用いられており、まず音頭とりが一人で歌い、次に重唱となり、最後は全員で合唱するという「プロチャージナヤ」の典型的な歌い方を巧みに管弦楽化している。
第4曲「おどけ歌(私は蚊と踊った)」(露: Шуточная(Я с комариком плясала)) Allegretto イ長調
出版譜Dの第49曲が管弦楽化されたもの。「おどけ歌」は「冗談歌」とも訳される滑稽な内容を歌った民謡の分類名で、楽譜には元の民謡の題名「私は蚊と踊った」が明記されている。蚊の羽音を模した弱音器付きのヴァイオリンのトリルで始まり、民謡旋律がまずフルートで、2回目はトライアングルを伴ってピッコロで奏される。最後に蚊の羽音が戻ってきて軽妙に終わる。
第5曲「小鳥のブィリーナ」(露: Былина о птицах) Allegretto ニ短調
出版譜Dの第5曲が管弦楽化されたもの。「ブィリーナ」の詳細は該当記事を参照。元の民謡の歌詞は「一羽の小鳥が飛んで来て海の向こうの国について語り始める」で始まる現実を批判する内容である。「ブィリーナ」の短く狭い音域の旋律で長い歌詞を歌っていくという特徴がよく出ており、三音からなる短い動機が音色を変えて幾度も繰り返され、それに鳥の鳴き声を模した音形が絶えず絡む。
第6曲「子守歌」(露: Колыбельная) Moderato イ短調
出版譜Cの第35曲が管弦楽化されたもの。元になった民謡の題名である「ア、バーユ、バーユ、バーユ」(露: А баю, баю, баю)は子供を寝かしつける時の決まり言葉(日本語の「ねんねんよう」に当たる)。やさしく寂しげな旋律が弱音器を付けた弦楽合奏(コントラバスを除く)で奏される。リャードフはこの旋律を非常に好んでおり、声楽のために3種の編曲を行っている。
第7曲「プリャースカ」(露:  Плясовая) Allegro ト長調
「プリャースカ」は「踊り歌」と訳され、前曲と同じ弦楽合奏で奏されるが、ロシアの民族楽器であるバラライカ、ドムラを模したピッツィカートで演奏される。ピッコロとタンバリンが加わって同じ旋律が繰り返される。
第8曲「ホロヴォード」(露: Хороводная) Vivo ハ長調
出版譜Dの第34曲が管弦楽化されたもの。「ホロヴォード」は集団で行う踊りで、「群舞」「輪舞」などの訳語が当てられるが、ゆっくりとした歌唱中心のもの(動きは円、直線など単純)、遊びが中心で、踊り・音楽・歌詞の結びつきが強く、動きがより複雑(半円や円の中心にペアが入るなど)で跳躍などが入る激しいもの、舞踏中心で踊りの技を競う性質の強いものの3種類があるとされる。元の民謡は「野原で」あるいは「草原(くさはら)で」(露: Во лузях)と訳され、リャードフが合唱用に編曲した版も演奏会でよく取り上げられる。前曲までは比較的ピアノ伴奏版編曲から逸脱していなかったが、この曲ではかなり自由で大掛かりな展開がなされていて、終曲に相応しい華麗なものとなっている。